# 北京外国语大学附属中学
39°57′03″N 116°18′23″E / 39.950909°N 116.306408°E

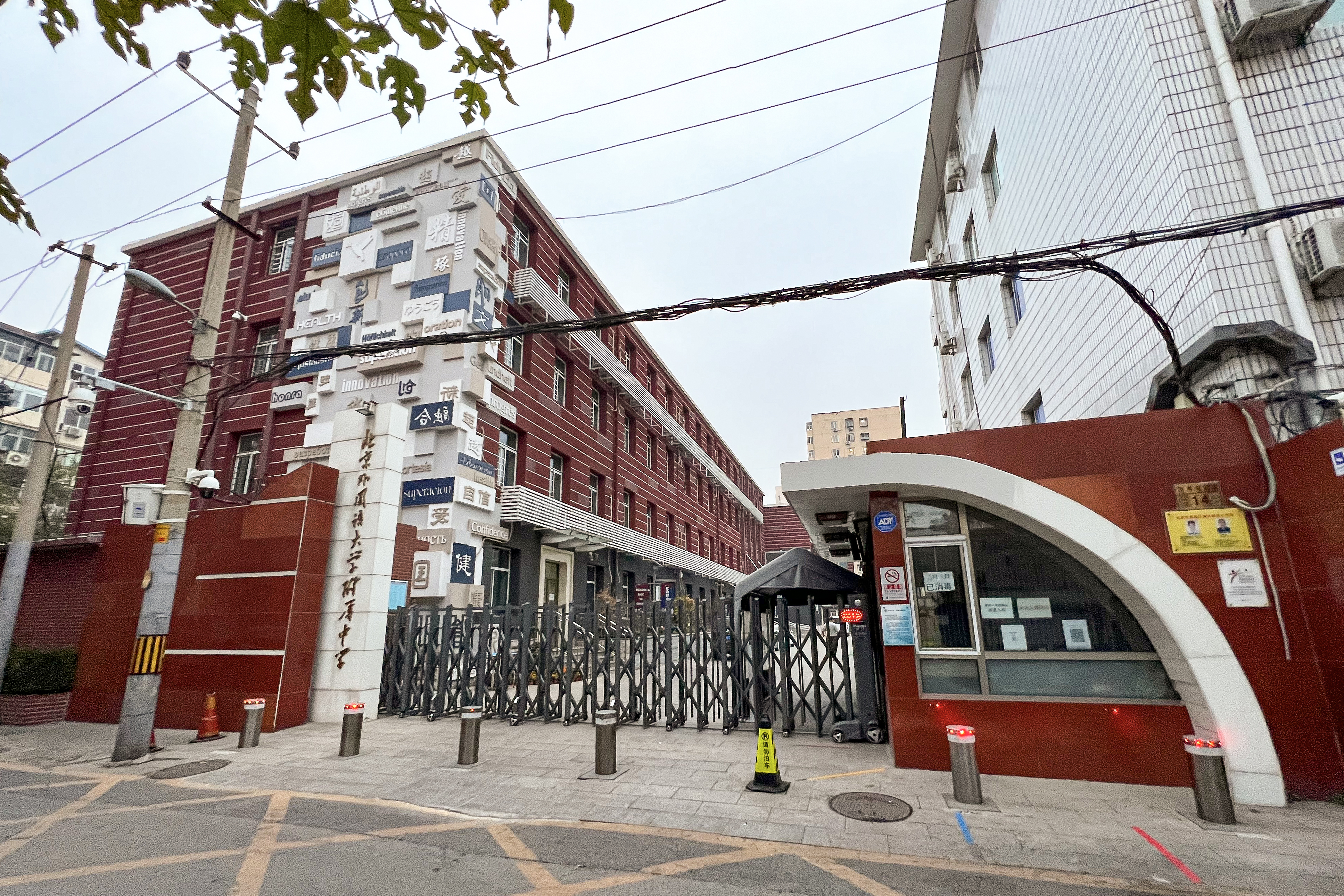
北京外国语大学附属中学

北京外国语大学附属中学，位于北京市万寿寺北里14号，是北京外国语大学的附属中学。学校成立于1982年。其与俄罗斯总统学校、莫斯科市2104 学校结成中俄友好校，与歌德学院、阿联酋沙迦大学签约合作。